# Journal of Mathematical Physics
El Journal of Mathematical Physics es una revista revisada por pares publicada mensualmente por el Instituto Americano de Física dedicada a la publicación de artículos en física matemática. La revista se publicó por primera vez cada dos meses a partir de enero de 1960; se convirtió en una publicación mensual en 1963. El editor actual es Jan Philip Solovej de la Universidad de Copenhague. Su Factor de Impacto 2018 es 1,355. 

## Resumen e indexación
Esta revista está indexada por los siguientes servicios: 
- Biological Abstracts
- Chemical Abstracts Service
- Computer & Control Abstracts
- Current Contents / Physical, Chemical & Earth Sciences
- Current Physics Index
- Electrical & Electronics Abstracts
- Electronics and Communications Abstracts
- Energy Research Abstracts
- International Aerospace Abstracts
- ISMEC Bulletin
- Mathematical Reviews
- Nuclear Science Abstracts
- Physics Abstracts
- Pollution Abstracts
- Safety Science Abstracts
- Science Citation Index
- SPIN

### Colecciones de archivos
- Archivos de referencia de la Revista de Física Matemática 1985-2005, Biblioteca y Archivos Niels Bohr

- Datos: Q2194884